# Rebound (Beverly Hills, 90210)
Rebound is de achttiende aflevering van het achtste seizoen van het tienerdrama Beverly Hills, 90210, die voor het eerst werd uitgezonden op 28 januari 1998.

## Plot
De band die David volgt, Jaspers Law,  geeft een optreden in de After Dark en het wordt een groot succes. De keyboardspeler, Mark die geen fan is van David, is zeer nors tegen David en drinkt veel bier en als hij naar buiten gaat naar zijn auto besluit hij om nog een joint te roken. Terwijl hij hiermee bezig is komt David ook buiten en ziet hem zitten. David vraagt hem met wat hij aan het doen is en dit zorgt voor een woordenwisseling en Mark rijdt weg. De volgende dag hoort David dat Mark een ongeluk heeft gehad en zijn arm gebroken heeft. Later hoort David dat de Mark Noah aansprakelijk stelt voor het ongeluk omdat Noah hem drank heeft gegeven zonder over de consequenties na te denken. David weet dat hij ook onder invloed was van de joint maar Mark zegt hem hierover te zwijgen om nog kans te maken in de band. David is toch al geen vrienden met Noah dus hij besluit hierover te zwijgen. Maar David ziet hoe Noah hiermee worstelt en besluit dan toch om de waarheid te zeggen en dit maakt Mark zeer boos en vertelt hem dat David uit de band ligt. Jasper, de leider van de band, denkt hier anders over en vertelt Mark dat hij eruit ligt.
Kelly en Jeff, de nieuwe dokter, kunnen het steeds beter met elkaar vinden en gaan een paar keer samen uit. Valerie probeert dit kenbaar te maken aan Brandon door Brandon mee te nemen naar een restaurant waar zij ook zijn om zo Brandon te laten zien wat Kelly aan het doen is. Dit komt hard aan bij Brandon en dit op het moment dat hij Steve moet zien op te vrolijken met het feit dat hij zijn geliefde ook verloren heeft. Steve zit in de put en vraagt zich af of hij niet mee had moeten gaan met Carly toen ze naar Montana ging. Dan krijgt Steve weer contact met een vrouw die hij nog kent van vroeger die op het punt staat om te trouwen. Nu het moment van trouwen dichtbij komt begint ze te twijfelen en wil eigenlijk hier niet mee doorgaan. Als zij het af wil blazen dan komt haar aanstaande verhaal halen bij Steve en dan ziet Steve hoe verliefd hij is op zijn aanstaande en dan beseft Steve dat hij niet zo verliefd was op Carly en dat hij het goed aangepakt heeft om hier te blijven. Het trouwen gaat gelukkig toch door en ze stralen allebei als het huwelijk voltrokken wordt. Kelly besluit uiteindelijk eerlijk te zijn tegen Jeff en ligt hem in over haar relatie met Brandon. Jeff geeft haar de vrijheid om het rustig aan te doen als zij hier behoefte aan heeft.
Donna heeft een bedrijf gevonden die haar creaties wil gebruiken voor een kledinglijn. Bij het maken van foto’s van de nieuwe kleren maakt Donna kennis met een jonge fotomodel. Zij blijkt last te hebben van een veeleisende karakter en verwacht dat iedereen rent voor haar. Donna is niet onder de indruk van haar en laat dat ook merken. De baas van Donna wil wel voor haar rennen en eist dit ook van Donna. Donna weigert dit en dan wordt ze ontslagen.

## Rolverdeling
- Jason Priestley - Brandon Walsh
- Jennie Garth - Kelly Taylor
- Ian Ziering - Steve Sanders
- Brian Austin Green - David Silver
- Tori Spelling - Donna Martin
- Tiffani Thiessen - Valerie Malone
- Joe E. Tata - Nat Bussichio
- Lindsay Price - Janet Sosna
- Vincent Young - Noah Hunter
- Robert Curtis Brown - Robert Gwinnet
- Michael Reilly Burke - Jeff Stockmann
- Paul Popowich - Jasper McQuade
- Eddie Ebell - Mark